# Francolinus pintadeanus
El francolín chino (Francolinus pintadeanus)
 es una especie de ave galliforme en la  familia Phasianidae.

## Descripción
Mide 30-34 cm de longitud y pesa 280-400 g en promedio. Las hembras son ligeramente más pequeñas que los machos.

## Distribución y hábitat
Vive en bosques secos y bosques húmedos de tierras bajas de Camboya, China, India, Laos, Birmania, Filipinas, Tailandia y Vietnam. Ha sido introducido a Mauricio, Madagascar, Estados Unidos, Chile y Argentina.